# Motorboot (tijdschrift)
Motorboot is een Nederlands maandblad en digitaal platform dat zich richt op de gemotoriseerde recreatievaart. Het blad werd in 1983 opgericht door journalist Wil Horsthuis en cineast Pim Korver, nadat deze samen een Teleac-cursus motorbootvaren hadden gemaakt voor de televisie. Wil Horsthuis bleef uiteindelijk het langst aan het blad verbonden; in 2005 werd hij als hoofdredacteur opgevolgd door Hans Papenburg. 
Motorboot werd in 2005 overgenomen door Koninklijke BDU Uitgevers in Barneveld en in 2015 vervolgens door Roskam Media in Ermelo. 
Motorboot heeft sinds 2011 een eigen redactieschip: de 'Motorboot'. Dit tweemotorige en semi-planerende jacht is een Llaud Majoni Espalmador 45, bouwjaar 1994. De thuishaven is Jachthaven Strand Horst in Ermelo.
Motorboot verschijnt maandelijks in Nederland en België, in een oplage van 17.500 exemplaren. Voor de lezers en abonnees worden geregeld evenementen georganiseerd. 